# Alegría de Pío
Alegría de Pío es una zona rural del municipio de Niquero en la provincia de Granma, Cuba. Está situado a 28 km de la cabecera municipal. Lugar rico de historia y naturaleza donde confluye el ser humano en un hábitat lleno de peculiaridades. Esta comunidad se encuentra situada en el corazón del Parque nacional Desembarco del Granma una de las zonas protegidas mejores conservadas del Caribe, con una rica flora y fauna, además de accidentes naturales únicos y de majestuosa belleza que convierten a la zona en paradigma de la geografía cubana. Se considera a la Alegría de Pío como lugar de tradiciones del campesinado cubano, donde permanecen autóctonas todavía las raíces más puras de la cultura guajira de los campos de Cuba que se expresan en la música, el baile y la culinaria. Además de ser una zona rica productora de leguminosas (frijoles) y viandas, que contrastan con sus fértiles suelos y su vegetación exuberante.

## Historia
El nombre del lugar surge debido a que en la segunda mitad del siglo XIX un hombre llamado Pedro Figueredo al cual se le conocía como Pio se le pierde un buey y en su busca esmerada lo encuentra por esta zona causándole gran alegría y júbilo, posteriormente según los historiadores el hombre vino a vivir a este lugar. El barrio estuvo poblado mucho antes de la guerra de los colonizadores por grupos aborígenes agroalfareros, a esto le da constancia la gran cantidad de fragmentos arqueológicos encontrados allí, lo que nos dice de la existencia de estos asentamientos en esa zona. Es a partir de la década del 30 del siglo XX es que se obtienen los siguientes datos: Las tierras dónde se asienta esta comunidad pertenecieron a las compañías Azucareras y las arrendaban a los colonos, los cuales las explotaban principalmente en la siembra de caña de azúcar y los recursos forestales (maderas preciosas). Con el triunfo de la Revolución cubana por sus riquezas histórica y ecológica la comunidad de Alegría de Pío cobró un auge significativo en la geografía cubana.

### Combate de Alegría de Pío.
Un hecho histórico de gran relevancia está la participación de muchos de sus pobladores en la guerra de liberación cubana y en misiones internacionalistas. Es en este histórico lugar donde el 5 de diciembre de 1956 se produce el primer encuentro de los Expedicionarios del Yate Granma al mando de Fidel Castro con 81 expedicionarios y las fuerzas de la tiranía de Batista, o sea, el Bautismo de fuego del aún inexperto Ejército Rebelde, constituyeron, por lo tanto, un hecho histórico de mayor relevancia contenido en esta zona, además de otros como la cueva donde estuvieron escondidos los hombres que estaban en el grupo de Juan Almeida Bosque luego de la dispersión y el lugar donde fueron asesinados 6 expedicionarios (Monte Macagual).
El batey de Alegría de Pío, que da nombre a toda la zona que lo rodea, está situado casi en el centro de una extensa plantación cañera, aproximadamente al nordeste de Agua Fina. Es en el borde sur de los cañaverales, en el límite del norte, donde acampaba la columna expedicionaria en la mañana del 5 de diciembre de 1956, luego de una exhausta travesía donde el hambre y la fatiga se establecían en los hombres. El lugar escogido para el descanso no es el más idóneo. La vegetación allí no era lo suficientemente densa como para ocultar por completo la presencia de los expedicionarios detrás de la posición que ocupaban, el terreno presenta una ligera elevación que no permite observar un avance del enemigo en esta dirección, el cual había sido informado con antelación sobre la presencia en el lugar de los desembarcantes.
La vanguardia de la columna de expedicionarios ocupa posiciones, se establecen los puntos de vigilancia mientras la mayoría descansa, duerme o se pone a comer caña, algunos se descalzan para curarse los pies llagados. El vuelo de los primeros aviones interrumpe el descanso. El ametrallamiento aéreo se vuelve impetuoso, se mantiene constante para un grupo inexperto de hombres, que conocían poco sobre la magnitud de un conflicto armado, a poca distancia de allí el ejército había establecido un puente de madera en el batey. Son aproximadamente las 4:30 de la tarde cuando comenzó aquel amargo infierno para las tropas revolucionarias. El jefe de la tropa enemiga camina a la posible rendición de los expedicionarios y es cuando se oye la voz de Almeida “aquí no se rinde nadie” (y una palabrota). Varios son heridos: Raúl Suárez, el Che Guevara, José Ponce, Emilio Albentosa y tres son muertos, Humberto Lamothe Coronado, Óscar Rodríguez e Israel Cabrera. En la confusión del combate los expedicionarios pierden el contacto dentro de la caña quedando completamente dispersos. Para los 79 combatientes que se retiran del campo de batalla, la jornada concluye con el sabor de la derrota. Así mismo en Macagual son asesinados Luís Arcos Bergnes, Armando Mestre, José Ramón Martínez y Jiménez Idirsú, Andrés Lujan Vázquez y Félix Elmuza Agaisse, el 8 de diciembre de 1956. Los cadáveres fueron traídos al cementerio de Niquero y allí se les dio sepultura con excepción de Lujan que fue llevado por sus familiares a Manzanillo. Luego en Pozo Empalao a más menos 5 km del lugar son asesinados otros expedicionarios del glorioso Granma.

## Desarrollo social

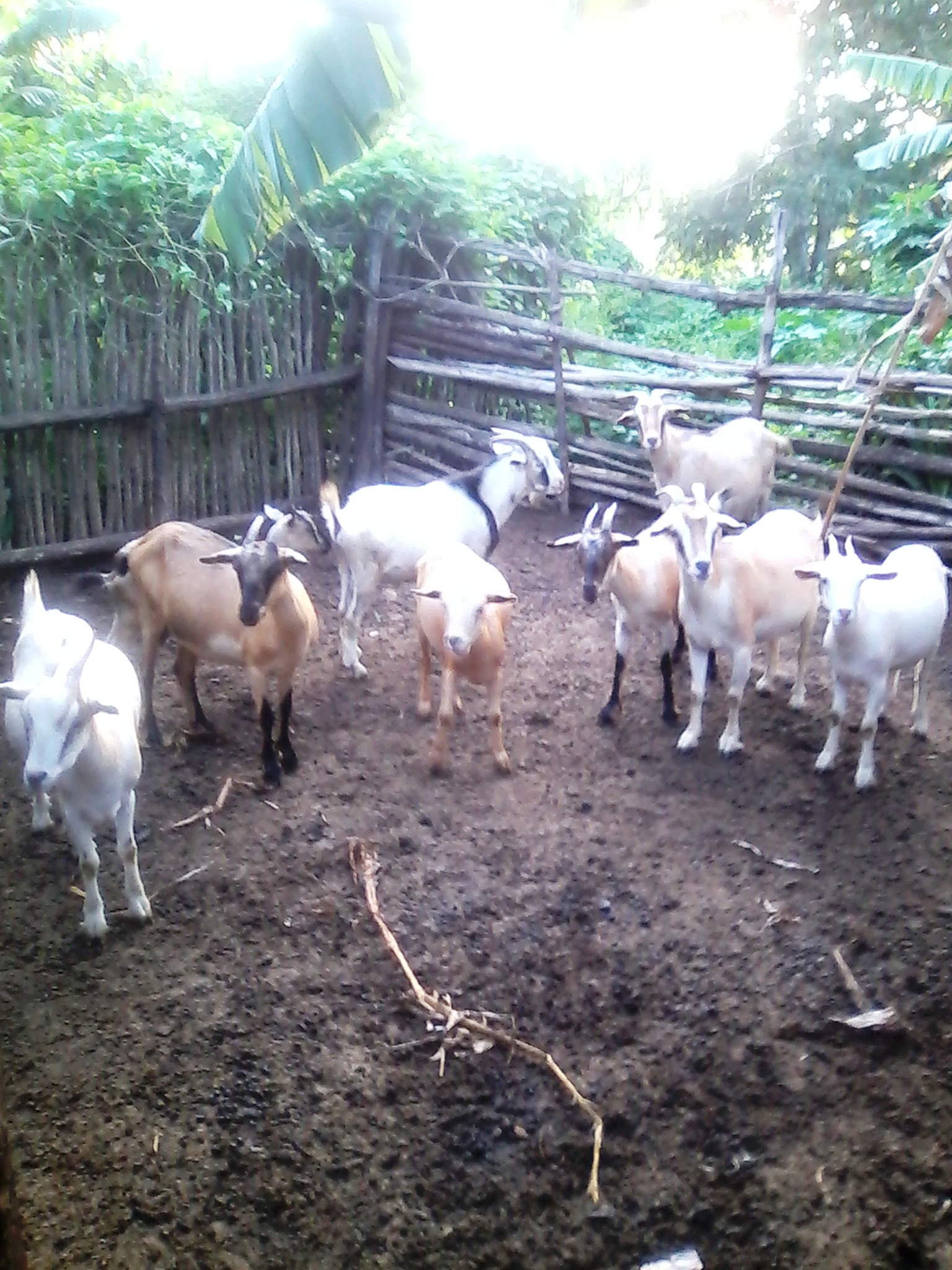
Ganado caprino

### Economía
La comunidad cuenta con una Cooperativa de Producción Agrícola llamada Mártires de Alegría de Pío en honor al combate de 1956, la cual basa sus producciones en el cultivo de leguminosas (frijoles), tubérculos, viandas y cultivos varios. Cuenta con alrededor de más de 100 afiliados y se encuentra entre las principales CCS Fortalecidas (Cooperativas de Créditos y Servicios) del municipio de Niquero. Su actual presidente es el compañero Leodanis Hernández y una junta directiva conformada por mujeres y hombres.Las asambleas de campesinos son llevadas a cabo en la Sala de vídeo de la comunidad con la participación de los campesinos y la comunidad en general, las cuales se efectúan de forma trimestral. La Agro-ecología aplicada a la producción de alimentos es una constante entre los productores, con técnicas de siembras, antiplagas naturales y otras que no afectan al medio ambiente, que son aplicadas desde antaño y quedaron como legado del campesinado cubano más autóctono. La tracción animal (bueyes) sigue siendo la más utilizada en la agricultura, al igual que el factor humano, que es la mano de obra primordial. 
En otro aspecto económico es que en la actualidad se ha incrementado la producción de carbón vegetal por parte de los hombres de la comunidad, siendo la misma un rublo importante para el ingreso de la economía familiar y local, ya que el carbón vegetal es de primera calidad, además de ser un recurso exportable por la Empresa Cubana de Flora y Fauna. De forma general los ingresos económicos de la comunidad de Alegría de Pío son a través de las labores de producción agrícola de la ANAP (Asociación Nacional de Agricultores Pequeños) con el 60% del total. También las labores de Conservación y cuidados del Parque nacional Desembarco del Granma (Empresa Cubana de la Flora y Fauna) con el 30%, la red minorista de Comercio con el 5 % y el resto con actividades ligadas a la educación, la salud y la cultura.
La ganadería presenta poco desarrollo local pero se implementa y perfecciona la ganadería caprina y ovina, siendo la primera la más practicada, además de la porcina pero en menor escala ya que se utiliza de forma familiar es decir para consumo personal por parte de los miembros de la familia.

### Salud
Los vecinos de Alegría de Pío son atendidos en el consultorio médico de la familia. Celia Sánchez Manduley, capacitado por un equipo básico de salud integrado por un médico y una enfermera de familia. Se prestan todos los servicios de Atención Primaria de la Salud y se prioriza los Programas de Atención Materno Infantil (Tasa de Mortalidad Infantil de 0.0 por cada 1000 nacidos vivos y 0 muerte materna desde hace más de 10 años) y los Programas del Adulto Mayor y el de la Enfermedades Crónicas no Transmisibles. Varios han sido los médicos que han trabajado allí, tales como: Raidel Osorio, Linet Ceruto, Sucel Rodríguez, Mónica Rondón, entre otros que han logrado impactos importantes en la calidad de salud de la comunidad. En la actualidad el consultorio médico de la familia es uno de mejores resultados sanitarios del municipio.

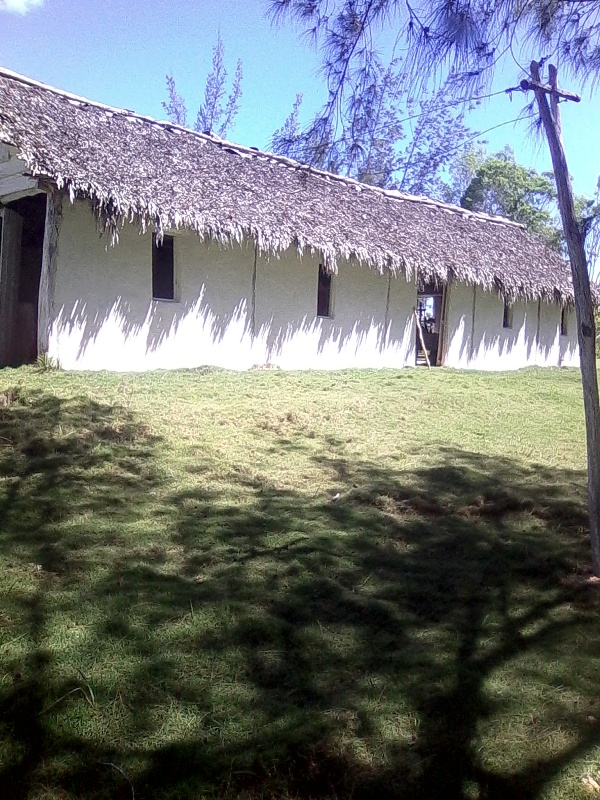
Templo espiritual típico en Alegría de Pío

### Educación
En la localidad existe una escuela primaria que recibe el nombre de “Eugenio Pérez Quezada” en honor al mártir caído en las luchas revolucionarias, en donde se imparte la educación primaria hasta el sexto grado. Dicha escuela consta con un claustro de 7 profesores bajo la dirección de Lorenza Fuentes, destacándose en la organización del proceso docente-educativo y en la formación de valores. La enseñanza secundaria, pre-universitaria y tecnológicas se reciben en otras instituciones del Municipio de Niquero destinadas para ello.(ESBU Nené López y Mártires de Alegría de Pío, además de la ESBEC Desembarco del Granma), así como en el Preuniversitario urbano y en el Instituto Politécnico 2 de Diciembre.

### Deportes
En la actualidad el béisbol como deporte nacional de Cuba es el más practicado entre sus habitantes, los cuales participan en torneos municipales de esta disciplina llamados ¨interbarrios¨, en los caules se juega los fines de semana de cada temporada pactada en la que se desarrolla el evento, en el campo de pelota de la comunidad, siendo este el único torneo oficial registrado en la comunidad, auspiciado por el INDER municipal . El equipo de béisbol de Alegría de Pío es una mezcla de jugadores de Las Palmonas, Mameycito con los de la comunidad por el pequeño número de jugadores locales, todos apuntalados por Julio Pérez (Julito), el líder del equipo. Además se practica el fútbol, que ha ganado auge en los últimos tiempos, pero destacar que se practica pero no se cuenta con un equipo formado como el resto de los barrios niquereños. En otros aspectos gusta mucho entre sus pobladores el dominó como juego tradicional de mesa, el cual forma parte de sus costumbres como buen cubano y las corridas de cintas de gran interés por la gente, en donde se ven las corridas de caballos unido a la música de un Órgano Oriental.

### Cultura

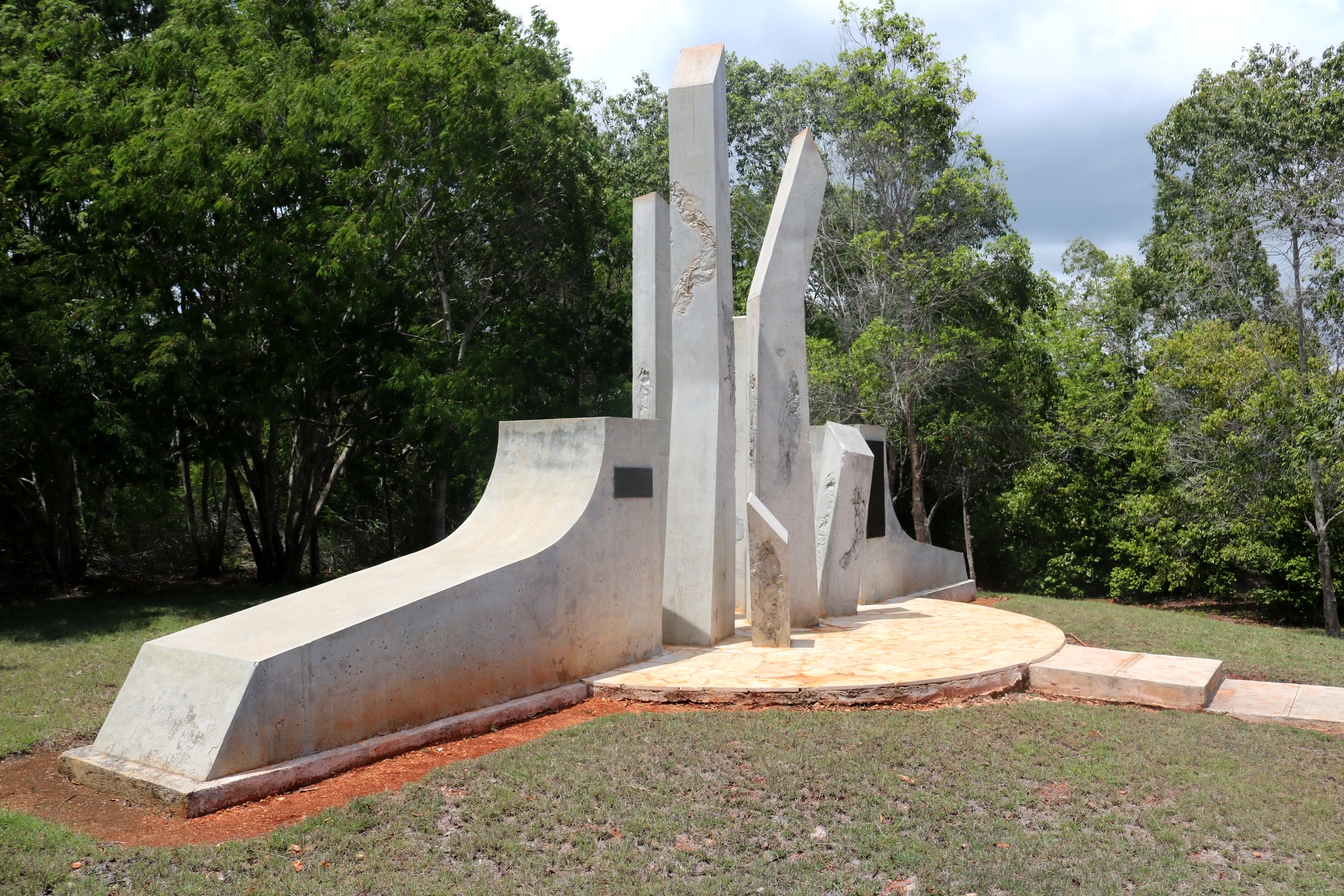
Monumento en el Parque Nacional Desembarco del Granma en honor a las víctimas de la expedición Granma.

Las personas de Alegría de Pío se caracterizan por ser joviales, divertidas, jaraneras y sobre todo hospitalaria y trabajadoras. Por sí solo la comunidad constituye hecho cultural por las riquezas naturales que posee. Las expresiones culturales se manifiestan a través de la forma de bailar, cantar y hasta de hablar de las personas. Se preservan aún elementos de las tonadas y el punto guajiro, además de los rasgos del arte rústico campesino en vasijas y en construcciones de casas.
Los movimientos artistas aficionados en la comunidad son llevados a través de programas implementados entre la Casa de la Cultura Municipal y la coordinadora cultural Cruz María Pérez. Existe un grupo musical liderado por Pablo Hernández que conjuga la música tradicional cubana con ritmos locales y extranjeros que le dan un matiz diferente a la forma de hacer música, la cual es del deleite de todos. La forma de bailar de la gente es única, se pueden observar en los pasos de baile mezclas del punto guajiro, con el son clásico y la timba oriental. El gusto de la música se reparte entre la del Órgano Oriental y la tradicional. En otro aspecto vale destacar el importante vínculo entre la escuela y la promotora cultural para la preservación de la identidad y las tradiciones desde la base.

### Tradiciones
Los días festivos para sus habitantes son la Navidad, la misma se celebra con platos típicos (cerdo) en Cuba llamado puerco o lechón, arroz congris, y yuca. Además del Fin de año con el 1 de enero (El Triunfo de la Revolución Cubana), el 17 de mayo (Día del Campesino Cubano) y el 26 de julio (Día de la rebeldía nacional).Se mantienen tradiciones de la fabricación artesanal de objetos caseros y de trabajo como los plateros, las tinajas, herramientas de trabajo, instrumentos musicales, etc. Otra tradición es la conmemoración cada 5 de diciembre del combate de Alegría de Pío con disimiles actividades político-culturales en el monumento de Alegría de Pío y la espera cada mes de abril de la Brigada de Teatreros de Bayamo que realizan siempre en esa fecha una intinerancia de 3 días por la comunidad y ya forman parte de ese arraigo cultural.

### Religión
En los orígenes no hubo templo espiritual. Hoy existen más de uno donde se profesa el espiritismo como variante del cristianismo católico. Permanecen intactos 
legados de antaño del campesinado cubano como el arte de sobar a personas empachadas (Indigestas), se practican ritos para alejar malos espíritus a través de cantos espirituales y ramas de plantas, se despojan a los enfermos de corrientes del mal, de los malos ojos e injurias con oraciones destinadas a cada particularidad. Es la Virgen de la Caridad del Cobre (Patrona de Cuba) la deidad católica más venerada y con más fieles devotos. Aunque se pudiese decir que los rasgos de las religiones de origen africano son bien escasos, hay algunas personas que la practican en cierto modo, pero constituyen la escasa minoría.

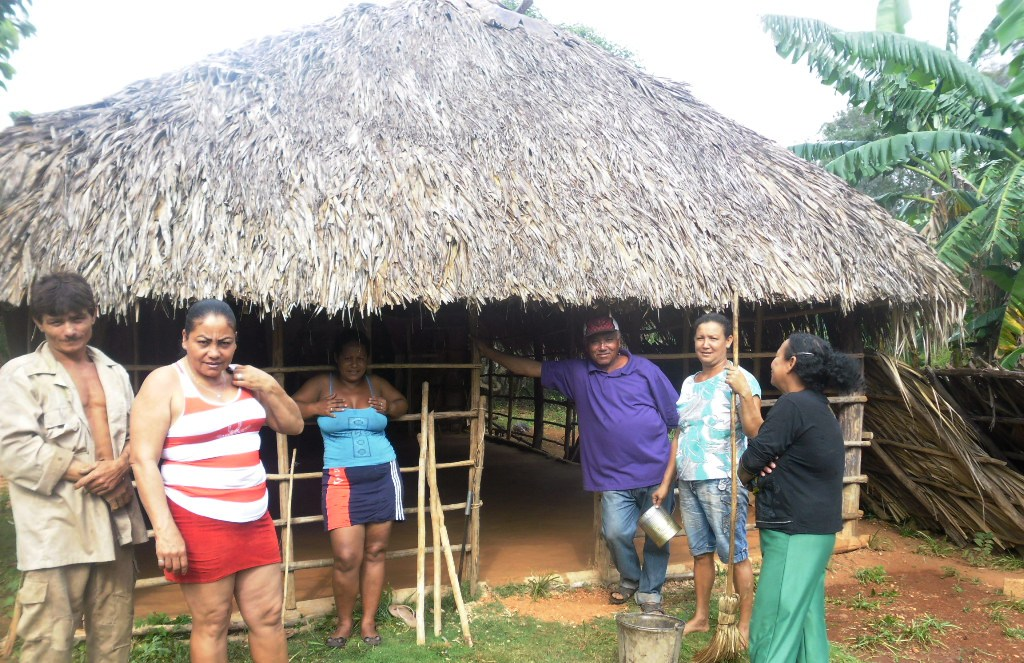
Templo espiritual rústico
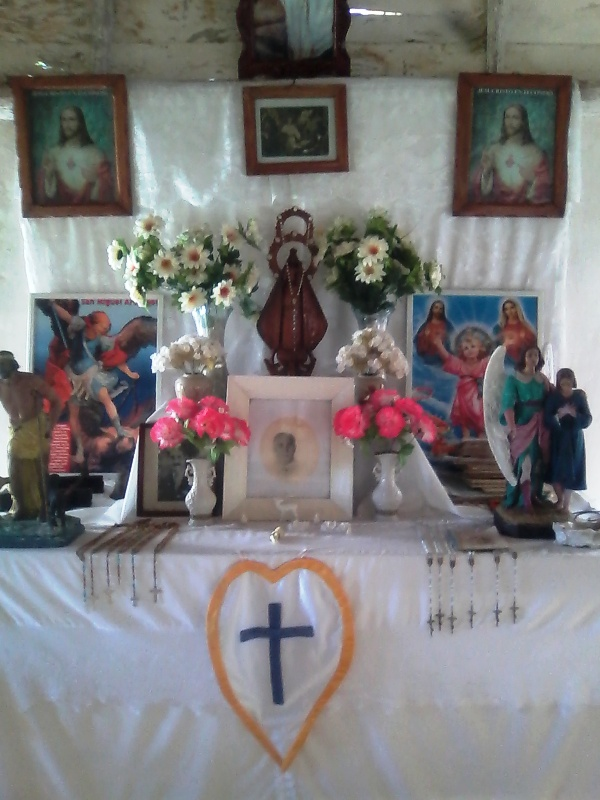
Altar común con santos católicos en templo espiritual en Alegría de Pío. Niquero. Cuba
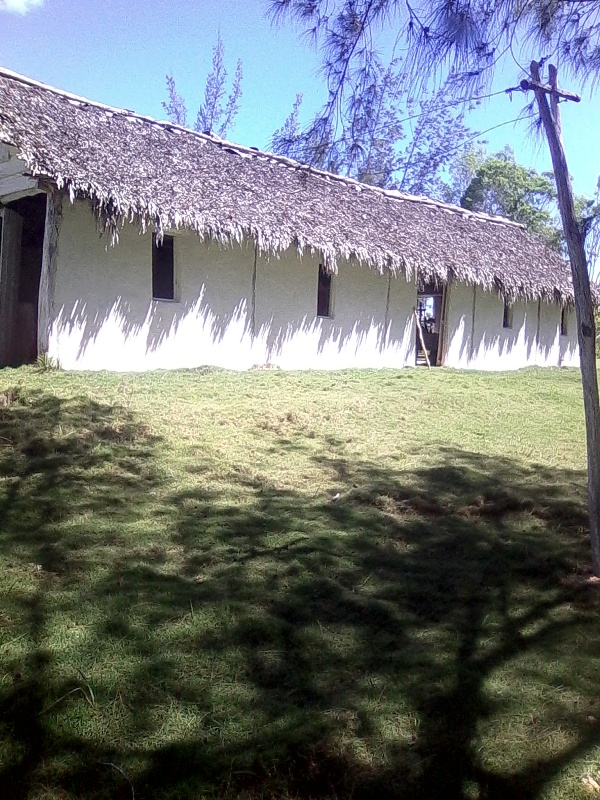
Templo espiritual típico en Alegría de Pío

## Atractivos locales
Monumento histórico de Alegría de Pío
Ubicado a 2 km de la comunidad, cuenta con una estructura levantada en homenaje al combate efectuado el 5 de diciembre, además de tarjas conmemorativas a los caídos en dicho combate.
Cañaveral de Alegría de Pío
Aún se conservan la misma variedad de caña de azúcar de las cuales se alimentaron los expedicionarios del Granma, la plantación cañera mantiene el mismo estado que el que presentaba en 1956.
Cueva del Che
Esta cueva recibe el nombre en homenaje al Guerrillero Heroico, al refugiarse en este lugar luego de la despiadada embestida del Ejército Batistiano, actualmente constituye uno de los lugares más visitados de la zona y preserva aún su morfología original.
Monte del Castillo
Representa una considerada extensión boscosa que se extiende hasta el asentamiento de Juva del Agua y que reguarda parte importante de la flora y la fauna local, representa un paraíso para botánicos y biólogos en general
Sendero interpretativo Cueva del Fustete
Esta caverna se encuentra ubicada al sur de Alegría de Pío, en el cuarto nivel de terrazas marinas en el sendero interpretativo Morlotte-Fustete, su boca se abre a 87 metros sobre el nivel del mar, y alcanza más de 5 km de extensión. El recorrido comienza en la Dolina de las Güiras, la boca de la cueva se abre aquí a unos 20 m de profundidad, orientándose hacia el sureste la galería principal. Con rumbo noroeste, se encuentra la galería del murciélago, con una enorme colonia de (Natalus lepidus) y donde es posible observar el Majá de Santa María, (Epicrates angulifer). Siguiendo con rumbo Sureste se arriba a la primera salida de la cueva (Dolina del Bicho) donde se encuentra un pequeño lago subterráneo y estalagmitas que por su forma asemejan pagodas chinas, siendo la de mayor atractivo una que está un poco inclinada, se conoce como "Torre de Pisa". 
Aquí la espelunca se desarrolla siguiendo patrones locales de agrietamiento con rumbo noreste, donde aparece el salón del derrumbe, cavidad que como ya lo indica su nombre, posee un enorme derrumbe pétreo de más de 20 m de altura, que tiene su origen quizás por el desarrollo de fenómenos sísmicos muy frecuentes en el área. Siguiendo siempre con rumbo al sureste localizamos la entrada hacia el sur del salón del bautista, salón de gran belleza y deslumbrante color blanco con profusión de formaciones secundarias como: columnas, estalagmitas, estalactitas, gours y caprichosas helictitas, que por su retorcida forma constituyen un reto a la fuerza de gravedad. A partir de aquí se desarrollan niveles superiores de encavernamiento, y parten tres galerías por la planta principal de la cueva, ricas en el desarrollo de las formaciones secundarias conocidas y bellos gours rellenados con arena de calcita y zinolita de aspecto lechoso, conocidas por MOON MILK, en este sector existen tres salidas más al exterior de la espelunca. La presencia de cristales de yeso, Aragonito y calcio provocan destellos en las formaciones secundarias imprimiendo un sello particular a la exploración de este paraíso subterráneo. La cueva del Fustete fue refugio de comunidades aborígenes que dejaron en ella prueba del arte rupestre, las pictografías en lo fundamental, están construidas por motivos naturalistas, geométricos y trazos. Dentro de las naturalistas resaltan, en un mural ubicado en el sector "24 de febrero", la figura de un pez loro y un mamífero embrujado, ambos muy relacionados con el producto de sus actividades económicas fundamentales. Podría inferirse que esta galería debió estar relacionada con su pensamiento mítico - religioso de propiciar a través de la creación artística, el dominio de las fuerzas de la naturaleza para que le permitiera obtener resultados en su labor productiva y de subsistencia.
Sendero interpretativo geomorfológico Hoyo de Morlotte

Cavidad se forma por procesos mixtos, de dolina de corrosión y desplome, que actúan de arriba hacia abajo, y de procesos de erosión inversa, provocados por el movimiento turbulento de las aguas subterráneas en zonas de saturación profunda del manto freático. Analizando estos procesos se tiene como resultado final la existencia de una cavidad de 77 m de profundidad y 55 m de diámetro, con forma de campana (más ancho el fondo que la parte superior), por lo que el extraplomo de sus paredes, la convierten en un gran atractivo para alpinistas y espeleólogos. Descubierta en 1938 por un piloto de origen francés, de apellido Morlotte, del cual tomó su nombre, fue explorada por primera vez por el Grupo "Humbolt" de geografía e historia de Oriente el 31 de agosto de 1941, y posteriormente por el Grupo "Martel" en 1979 y 1980 y el Guacanayabo en 1984, 1985 y 1991. En su interior existe un cono de derrumbe que llega hasta poco más de la mitad de la pared sureste de la sima, con 30 grados de inclinación, cubierto de vegetación propia del lugar como el Hayte (Grimnanthes lucida), Cuaba (Amyris elemifera) y helechos de la especie cheilonthes (xerófila). En la pared noroeste de la cavidad aflora entre las piedras del derrumbe, el manto freático, constituido por un pequeño lago de unos 2 m de profundidad y unos 3 m de espejo de agua, donde se han colectado peces y camarones aún sin identificar. Los amantes a la paleontología pueden aquí hacer colectas de fósiles en las paredes de la cavidad. La fauna observada en su interior está representada por el Sijú cotunto (Glaucidium sijú), Golondrina de Cuevas (Petrochelidon fulva) las cuales ascienden describiendo un círculo en sentido contrario a las agujas del reloj, y colmenas de abejas (Apis mellifera) en las grietas de las paredes de la sima. Algunos investigadores sostienen que la cavidad constituye un "Blue-Hole" emergido, pues las conocidas en Bahamas y en el Estado de Quintana Roo, México, están inundadas, pero tienen más o menos la misma profundidad y diámetro.

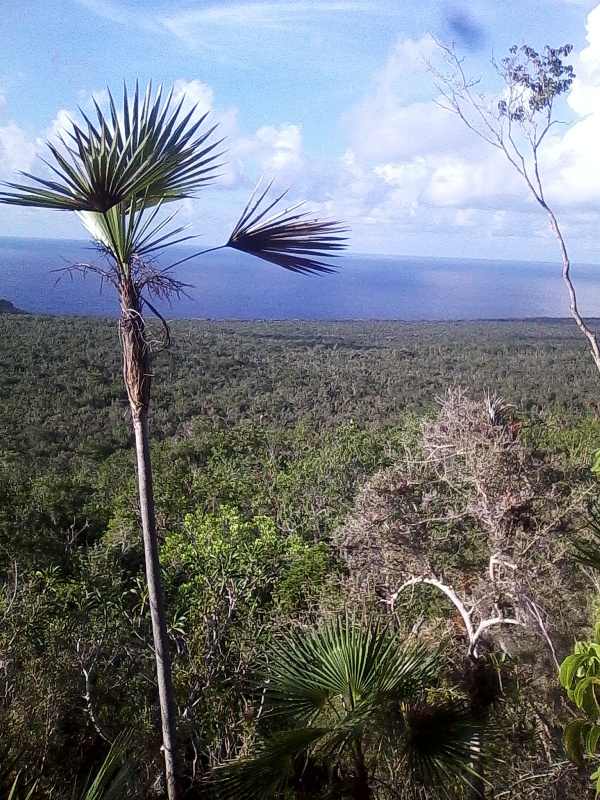
Flora del Parque nacional

## Flora y fauna
Con relación a la fauna, entre las especies más importantes por el nivel de endemismo local o grado de amenaza se debe destacar una especie de moluscos terrestres, la Polymita venusta. Otra especie de gran importancia es la Lagartija de hojarasca, (Crycosaura tipica), género endémico monotípico cubano y en peligro de extinción de la familia Xantusidae, cuyos parientes más cercanos (género Klauberina) habitan en las Islas del Canal en el sur de California. Esta especie es endémica, prácticamente local del Parque Desembarco del Granma.
Otras especies importantes son: Ligus vitattus, bello molusco endémico que solo se encuentra en pequeñas porciones del parque y a su vez es uno de sus mayores riquezas biológicas terrazas; además se encuentra al rabijunco (phaeton lepturus) ave marina que solo nidifica en Cuba en algunos lugares del parque; la paloma perdiz (starnoenas cyanocephala) género endémico monotípico cubano en peligro de extinción, con muy buenas poblaciones aquí.Otras especies de aves encontradas y no menos importantes son el tocororo (ave nacional) con importantes poblaciones y ejemplares, además de especies como el Tomeguín de tierra, el Azulejo, el Negrito, el Cabrerito, el Sinsonte y el Ruiseñor cubano siendo las mismas poseedores de hermosos trinares y cantos. Por otra parte se pueden apreciar la Cartacuba y el Zunzún como aves de pequeño tamaño, así como la Cotorra, el Catey, el Gavilán, entre muchas otras en el parque, en zonas menos accesibles por el hombre y que forman parte del gran tesoro ecológico del Parque nacional Desembarco del Granma. Es endémico de la reducida zona el Anholis guafe, especie de lagartija única que nada más se puede encontrar en pequeñas partes de la extensión del parque.
Aves de Alegría de Pío

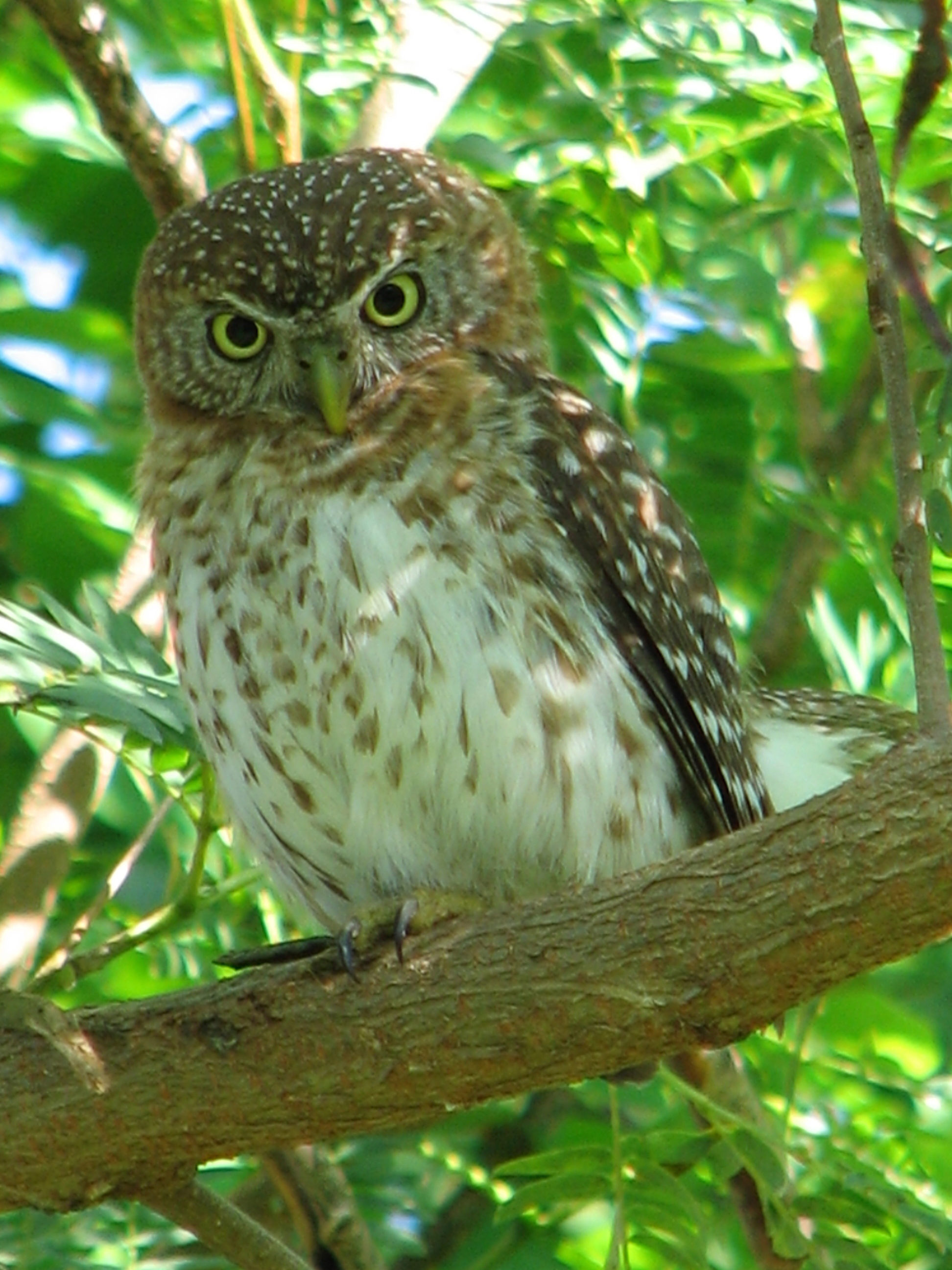
Siju cotunto
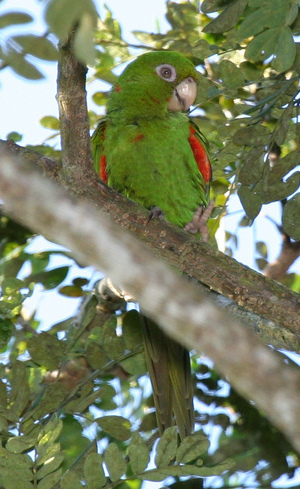
Catey del Parque Nacional
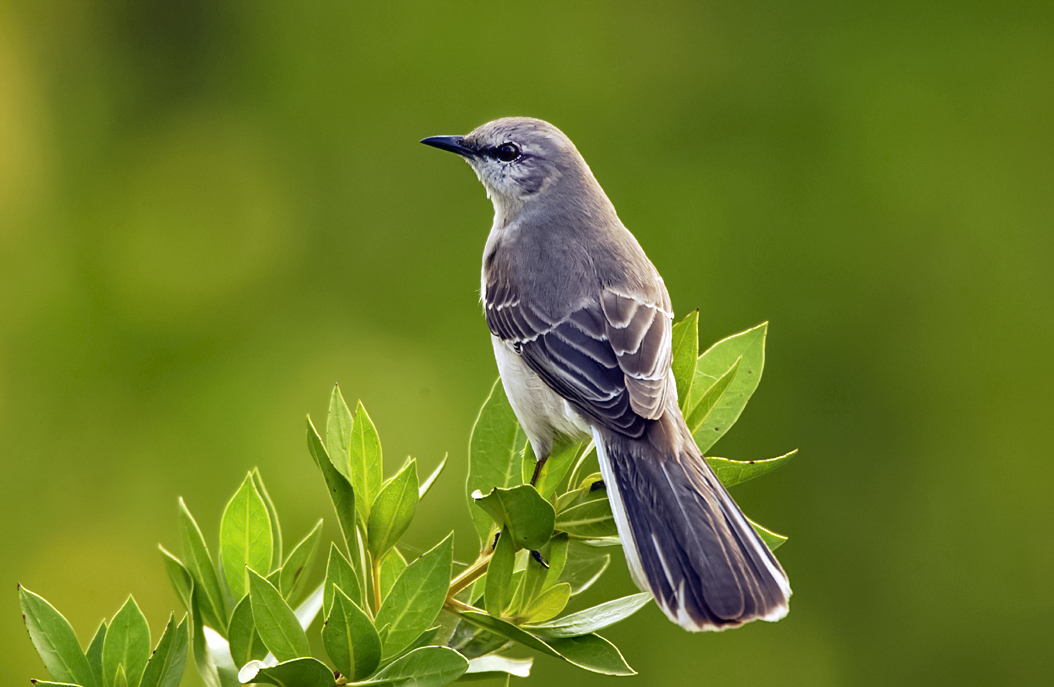
Sinsonte
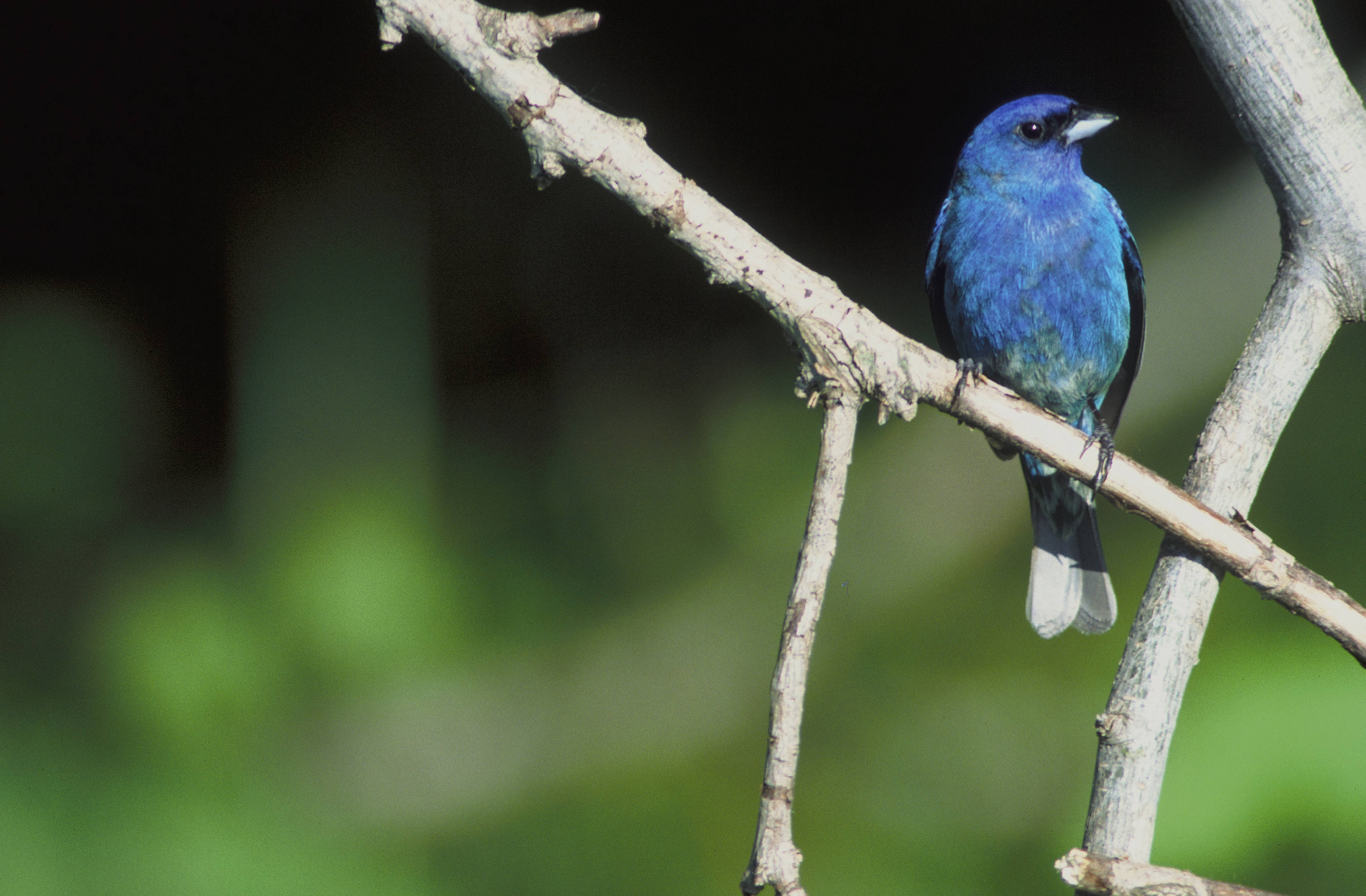
Azulejo
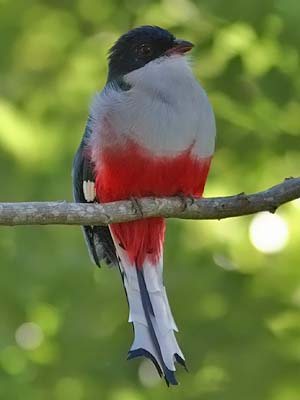
Tocororo

Curiosidades
- La vida en Alegría de Pío transcurre entre el trabajo agrícola, la producción de carbón vegetal, la música y la naturaleza. La comunidad tiene según sus moradores magia oculta en su ambiente, debido a que en la visita se enamora perdidamente de ella y debe repetir la visita de algún modo.
- Presenta un clima tropical, agradable en todas las épocas del año y factible para el desarrollo de plantas y el hábitat de animales del Caribe insular, tales como el Anholis Guafe y el Ligus Vitatus. Los accidentes naturales de la zona son únicos e irrepetibles, cuevas famosa como la del Che, la cueva del Fustete, una de la más larga del país con más de 13 km de galerías y el agujero o furnia El Morlotte, son muy conocidas y visitadas por personas ecologistas y naturalistas, que se quedan impresionados con la majestuosidad de sus bellezas.Niños de Alegría de Pío

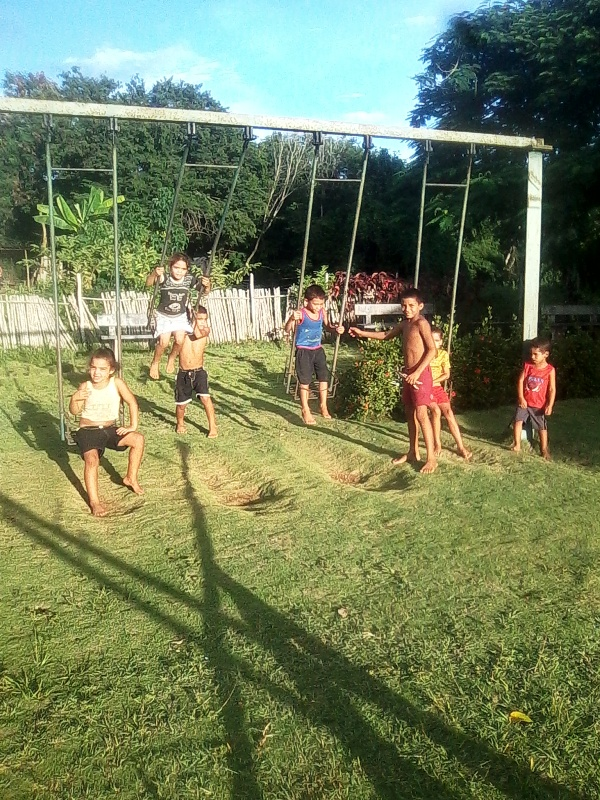
Niños de Alegría de Pío

- Las comunidades vecinas de Alegría de Pío son: Caña Amarga, Las Palmonas (en donde se encuentra la farmacia de toda la zona), Pozo Empalao, Mameycito y la más lejana es Río Nuevo a más menos 8 km.

- Los nombres de los personajes de Alegría de Pío le dan un tinte carismático a la comunidad, apodos como el del El Pluma, Congrí, Siriaco, Visí, Tatolo, Guito, entre otros son propios e inconfundible de sus habitantes. El acento en la pronunciación también reconocible, teniendo una forma muy particular de hablar que los diferencia de otras comunidades, frases muy repetitivas propias como ¨me lo dejan¨, ¨pa´llá voy yo¨, entre muchísimas más son escuchadas en las comunicaciones diarias entre sus moradores.

## Otros datos
Política
Internacionalistas y Combatientes: La comunidad tiene el orgullo de contar con personas que contribuyeron en las gestas revolucionarias como el combatiente Bernandino Pérez Vega, además de un internacionalista en las guerra de liberación de Angola, el compañero Eugenio Reyes Ortiz los cuales están insertados en la vida cotidiana de la comunidad.
La actual delegada de la comunidad de Alegría de Pío a la Asamblea Municipal del Poder Popular de Niquero es la compañera Misladis Vega Fernández la cual desempeña el cargo desde 2013 hasta la actualidad, remplazando en la función al compañero Ángel Guevara Rodríguez quien mantenía el cargo hace más de 6 años y representó a la comunidad con buenos resultados.
En Alegría de Pío existen 2 Comités de Defensa de La Revolución (CDR). En el CDR#1 su presidente es Agustín Mora (Chiquitín) y en el CDR#2 su dirigente es Daysis Reyes Ortiz.
En cuanto a la Federación de Mujeres Cubana (FMC), de la cual la comunidad es vanguardia municipal en el cumplimientos de tareas y en las evaluaciones efectuadas por parte del municipio, se estiman que hay no menos de 50 federadas, y su presidenta es Elsida Peña Fonseca.
Con respecto a la UJC, se cuenta con una cantera de 8 jóvenes vinculados en un Comité de Base, y su secretario general es Pablo Hernández (Fuente: Entrevista, diciembre de 2014).